# جون برستون (مؤلف، 1953)
جون برستون (بالإنجليزية: John Preston)‏ (1953)؛ كاتب، صحفي وروائي بريطاني.

## روابط خارجية
- جون برستون على موقع IMDb (الإنجليزية)
- جون برستون على موقع قاعدة بيانات الفيلم (الإنجليزية)